# ブライス・ウィルソン (レーシングドライバー)
ブライス・ウィルソン (Bryce Wilson) は、イギリスのレーシングドライバー。

## 経歴
70年代後半からフォーミュラレースで活躍しており､イギリスのフォーミュラ・3などで活躍した。
1997年からはツーリングカーレースに切り替えて､この年のルノー・スパイダーカップのタイトルを獲得した。翌年からはイギリスのナショナルツーリングカーカップに日産・プリメーラで参戦。また1999年のイギリスツーリングカー選手権(BTCC)に参戦する､ニッサン・モーター・スポーツ・ヨーロッパ (NME) のプリメーラの開発ドライバーを務めた。このプリメーラはローレン・アイエロとデイビッド・レズリーがドライブし､BTCCのシリーズチャンピオンを獲得した。2000年はNMEは撤退したが、引き続きプリメーラをインディペンデント (プライベーター) のチームなどに供給し､ウィルソンもこの年からBTCCに新設された､プロダクションクラスに日産ワークスにも所属したこともある､アンディ・ミドルハーストと交代で参戦し､最終戦のシルバーストーンでクラス3位を獲得した。これまでツーリングカーレースで活躍してきたが、スポーツカーレースにも参戦を始め、2005年にはFIA スポーツカー選手権に日産・350Zで参戦するなどさまざまなレースで活躍した。